# Kriviliai
Kriviliai är en ort i Litauen. Den ligger i den södra delen av landet, 70 km sydväst om huvudstaden Vilnius. Kriviliai ligger 169 meter över havet och antalet invånare är 421.
Terrängen runt Kriviliai är platt. Runt Kriviliai är det ganska glesbefolkat, med 26 invånare per kvadratkilometer. Närmaste större samhälle är Eišiškės, 14,2 km öster om Kriviliai. Omgivningarna runt Kriviliai är en mosaik av jordbruksmark och naturlig växtlighet.